# Náměstí Konak

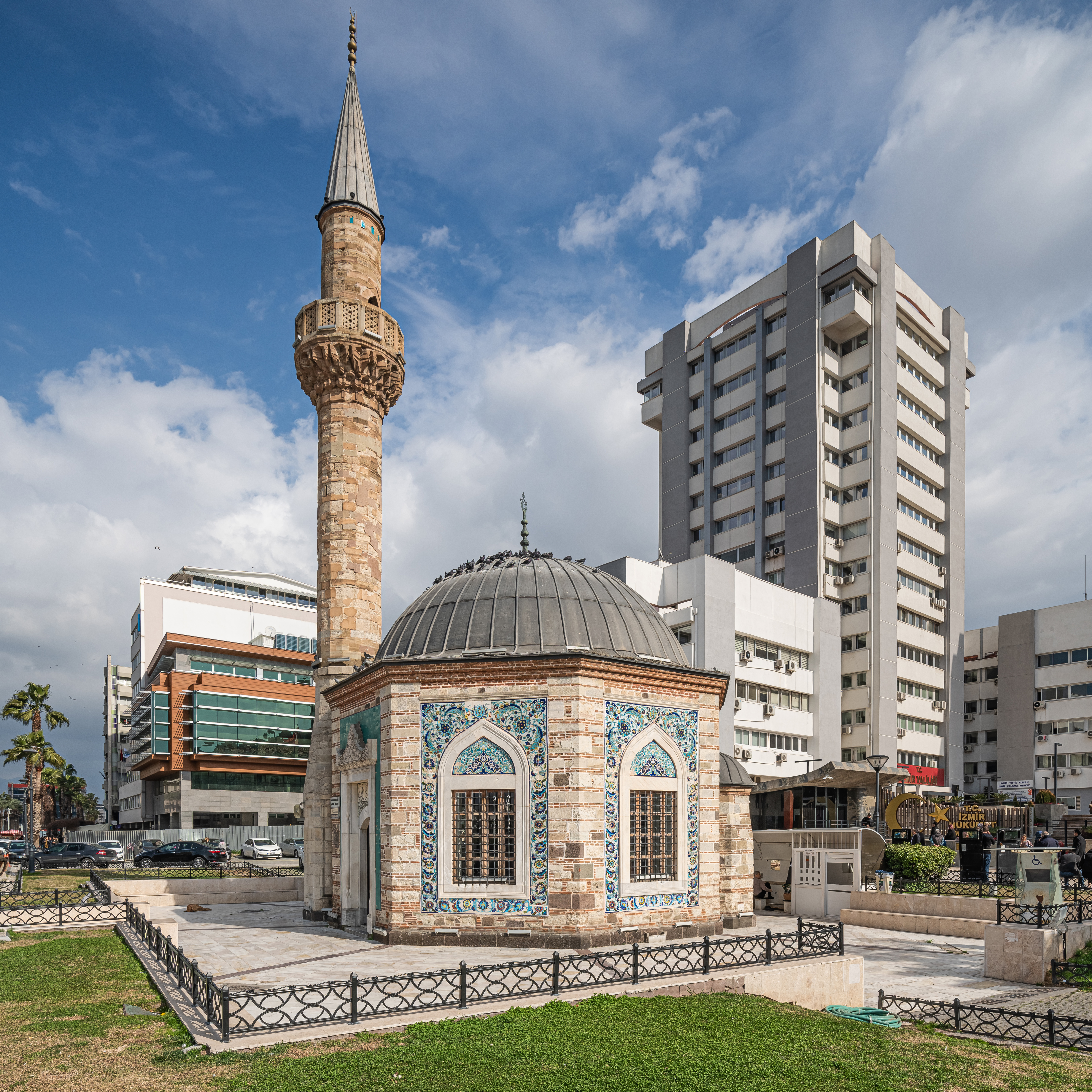
Náměstí Konak

Náměstí Konak, turecky Konak Meydanı, je centrální náměstí a dopravní uzel v tureckém městě Smyrna.

## Popis
Uprostřed západní části náměstí je věž s hodinami, postavená v roce 1901 podle plánů architekta Raymonda Charlese Pérého. Severně od ní stojí izmirská radnice a východně mešita Yalı původně z 18. století. Před radnicí je památník tureckého národního hrdiny Hasana Tahsina, který údajně vystřelil první výstřel v turecké válce za nezávislost. Východní hranicí náměstí je ulice Cumhuriyet, západní ulice Mustafa Kemal Sahil. Na jihu je park Kent-Tarihi.
Přes ulici Mustafa Kemal Sahil je přístav Konak. Přistávají zde trajekty z Karşıyaka, Göztepe, Alsancaku a Bayraklı.